# Le Landeron

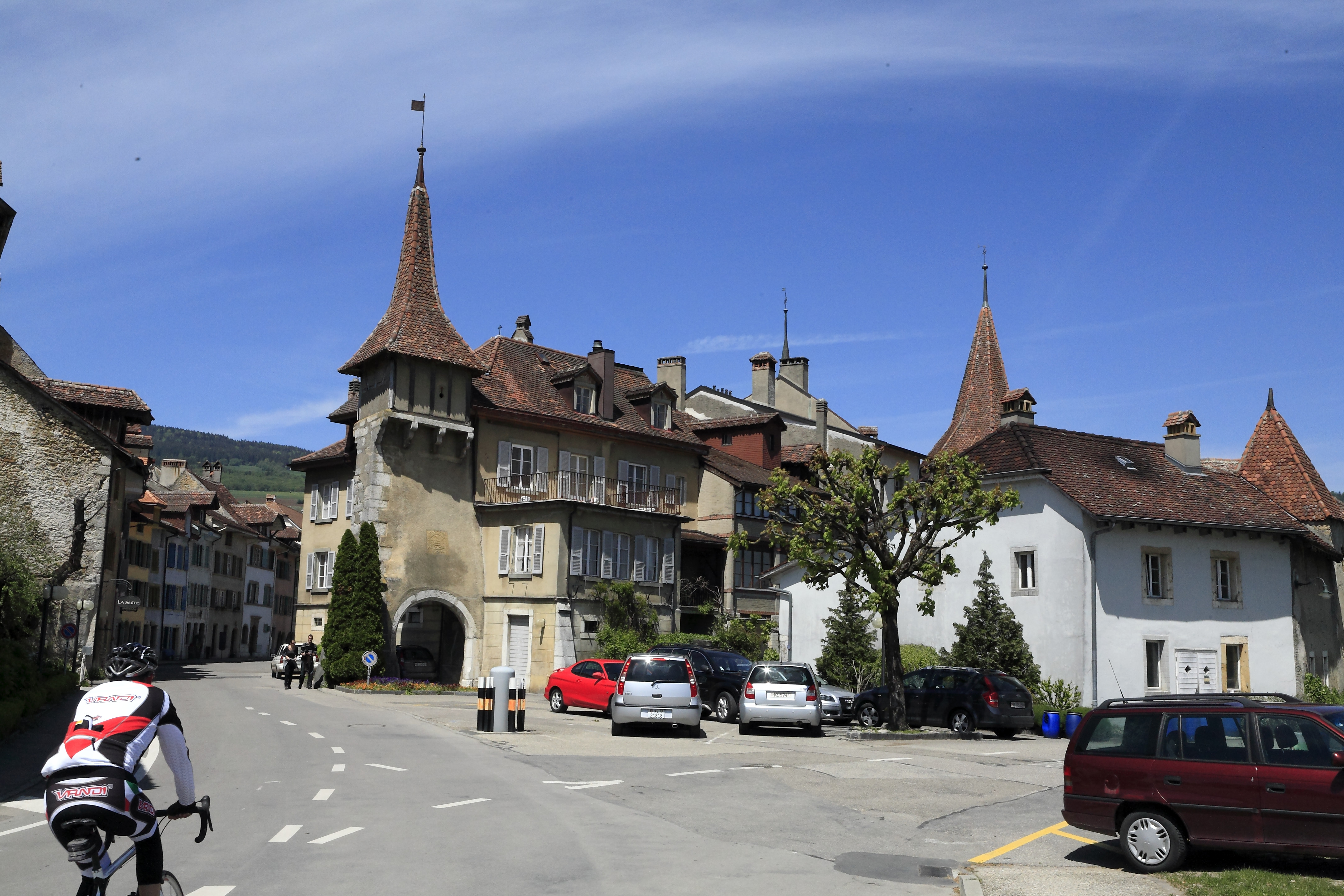
Le Landeron

Le Landeron es una comuna suiza ubicada en el cantón de Neuchâtel. Tiene una población estimada, a fines de 2020, de 4642 habitantes.
Es una ciudad medieval fortificada, cerca de Thielle y el lago de Bienne, que todavía tiene el mismo aspecto que hace varios siglos. 

## Geografía
La comuna se encuentra situada en la falda de la cordillera del Jura en la región de los tres lagos. Es la única comuna del cantón de Neuchâtel a orillas del lago de Bienne. Limita al norte con la comuna de Lignières, al este con La Neuveville (BE), al sur con Gals (BE), al este con Cressier, y al noroeste con Enges.
Le Landeron es la mayor ciudad de habla francesa que se encuentra en la frontera lingüística alemana de Suiza.[cita requerida]
Está inscripta en la asociación "Los pueblos más bellos de Suiza"

## Historia
En 1875 las comunas de Le Landeron y Combes se fusionaron dando lugar al municipio actual con el nombre de Landeron-Combes, que finalmente en 1966 adoptó el nombre de Le Landeron. 

## Demografía
En la siguiente tabla se muestra la evolución de la población histórica de la comuna:

## Transporte
Ferrocarril
Cuenta con una estación ferroviaria en la que efectúan parada trenes regionales. Por la estación pasa la siguiente línea ferroviaria:
- Línea ferroviaria Olten – Neuchâtel - Lausana.

## Ciudades hermanadas
- Soleura.